# 內史 (官制)
內史，又稱作冊內史、作命內史，官名。屬於秘書一類的官員。

## 歷史
西周時開始設置，《周礼》稱是春官宗伯的属官，掌爵﹑祿﹑廢﹑置﹑殺﹑生﹑予﹑奪之法。秦代時內史相當於京兆尹，治理京師之地，還設有治粟內史，掌理國家財政，相當於大司農。汉初沿置，漢高帝九年后内史兼掌全国财经事务与京师地区，吕后二年至吕后八年间始设治粟内史。汉景帝二年（前155年）時分左、右风史。隋代改中书省为内史省，改中書令為內史令。民初總統袁世凯曾改秘书为内史，掌函牘。
汉高帝刘邦建立汉朝后，改秦朝的郡县制为郡县、封国并存的郡国制。封国分为王国、侯国两等。汉初，王国辖有多郡。王国设置的官员有丞相、太傅、内史、中尉等，太傅辅王，内史治国民，中尉掌武职，丞相统众官。其中只有丞相由朝廷任命，内史等官均由诸侯王自己任命，内史仅次于丞相。
汉景帝平定七国之乱后，削减王国封地，仅留一郡，诸侯王也丧失了治国权和任命官員權，丞相改称「相」，王国官员皆由朝廷任命。汉成帝时，罢中尉，由内史兼掌中尉的职责。绥和元年（前8年），又罢内史，由相全权管理王国。
东汉初，恢复了内史等王国官吏的建制，不久之后又废除。
晋朝太康十年（289年）十一月，将王国的「相」改为内史，其它封国的行政长官依然称「相」。郡王封国的内史，相当于郡之太守；县王封国的内史，相当于县之令、长。后废除县王，只保留郡王，内史职责相当于郡之太守。南朝的宋、齐、梁、陈承袭晋制。“五胡乱华”时期的北方政权亦然。
北魏初期，有郡县无封国，爵位皆为虚封。太和十八年（494年），孝文帝进行孝文汉化的政治改革，创建开国五等爵，一如晋制，王国的行政长官称内史，其它封国的行政长官称相。北周时，废国存郡，作为王国官吏的内史一职也随之取缔。
宋代內史為內廷女官，為尚書內省六司之最高職官。